# Blog 27
Blog 27 è stato un gruppo musicale polacco fondato nel 2005.

## Storia
Inizialmente composto dalla presenza di due ragazze leader: Tola Szlagowska e Alicja Boratyn, nate entrambe nello stesso giorno, il 27 novembre 1992. Il nome del gruppo fu preso dalla passione delle due ragazze di aggiornare i loro blog, e dal giorno di nascita (27) che le accomuna.
A fine ottobre del 2006 una delle componenti, Alicja, ha abbandonato il gruppo, ma Tola ne ha continuato i progetti con il nome Blog 27 facendosi supportare dai ballerini e gli strumentisti.
Debuttano, con il loro primo singolo Uh la la la (cover della canzone di Alexia), nell'estate del 2005. Dalla realizzazione del videoclip, in molti, in Polonia, pensarono che le ragazze non fossero polacche. Più successo, però, fu portato dal singolo Hey Boy (Get Your Ass Up) (cover della canzone dei Teddybears STHLM) uscito verso la fine del 2005. Da allora si iniziò a scrivere di loro nelle riviste giovanili locali come Bravo e Popcorn. Il 27 novembre 2005, nel giorno del loro tredicesimo compleanno, uscì il loro primo album <LOL> il quale, nelle prime settimane di vendita, risultò tra i primi posti degli album più venduti in Polonia. A fine dicembre 2005 arrivò al sesto posto.
Ad aprile del 2006 è stato girato il videoclip del terzo singolo Wid Out Ya, trasmesso nelle radio dal mese successivo
All'inizio del 2006 è stata iniziata una tournée al di fuori dei confini polacchi: Le ragazze sono state ospitate in vari programmi televisivi tedeschi oltre ad aver fatto un tour in Germania, Austria e Svizzera con i Tokio Hotel. I concerti si sono svolti a Berlino, Zurigo, Monaco di Baviera, Vienna e altre città più piccole. Nei paesi germanofoni sono state conosciute per lo più nelle televisioni locali partecipandovi (per esempio su Viva Germany o a Top of the Pops sull'emittente RTL2) e sulle interviste delle varie riviste.
Il singolo Uh la la la, ripubblicato internazionalmente, ha scalato la classifica dei singoli più venduti in Germania, arrivando alla posizione #17 e rimanendo in top30 per 5 settimane. In Austria è arrivato alla posizione #23, in Svizzera al #36.
Il secondo singolo, Hey boy(Get Your Ass Up), è stato pubblicato internazionalmente il 21 aprile 2006. Il videoclip è stato mandato in onda dalla settimana precedente dalle stazioni musicali tedesche ed è arrivato subito in alto nella lista interattiva del programma Get the Clip su Viva Plus.
Nel corso del 2006 verrà messo in vendita l'album in Europa, Australia, Stati Uniti d'America e Giappone, supportato da un Promo-Tour nell'estate di quell'anno. Durante il 2006 le Blog 27 hanno vinto agli MTV EMA, diventando le vincitrici più giovani negli ultimi anni. Nell'ottobre di quell'anno, tuttavia, Alicja ha abbandonato il gruppo ma Tola ne ha proseguito le attività.
Dopo un periodo di pausa nel 2007 (anno durante il quale l'ex componente debutterà come solista con un album), il gruppo torna sulle scene musicali nell'aprile del 2008 con il secondo album Before I'll Die e il singolo di lancio Cute (I'm Not Cute). L'album presenta sonorità più hip hop e pop punk del precedente.

## Formazione
- Tola Szlagowska
- Alicja Boratyn
- Jarosław Szlagowski

## Discografia

### Album in studio
- 2005 – <LOL>
- 2008 – Before I'll Die

### Singoli
- 2005 – Uh La La La
- 2005 – Hey Boy (Get Your Ass Up)
- 2006 – Wid Out Ya
- 2006 – I Still Don't Know Ya
- 2006 – Who I Am
- 2008 – Cute (I'm Not Cute)
- 2008 – F*ck You